# Kiss Lajos István
Kiss Lajos István (Várkesző, 1811. augusztus 2. – Csorna, 1889. október 31.) a csorna-premontrei kanonokrend tagja, jószágkormányzó, kanonok, perjel.

## Élete
1834. szeptember 18-án lépett be a rendbe, 1838. április 15-én avatták fel és 1839. július 28-án szentelték föl miséspappá. Jószágkormányzó volt Türjén (Zala megye).
Programértekezése a szombathelyi római katolikus gimnázium Értesítőjében (1858. Szellemi kulcsa az iskolai sikernek.)